# جو ديفيز (لاعب كرة قدم بريطاني)
جو ديفيز (بالإنجليزية: Joe Davies)‏ هو لاعب كرة قدم بريطاني (وحمل سابقاً جنسية المملكة المتحدة لبريطانيا العظمى وأيرلندا) في مركز الهجوم، ولد في أكتوبر 1888 في المملكة المتحدة، وتوفي بنفس المكان في 7 أكتوبر 1943. شارك مع منتخب ويلز لكرة القدم. أما مع النوادي، فقد لعب مع ستوكبورت كونتي وشيفيلد يونايتد ومانشستر سيتي ونادي إيفرتون ونادي ريدنغ ونادي ميلوول وChirk AAA F.C. ‏.

## وصلات خارجية
- جو ديفيز على موقع قاعدة بيانات كرة القدم.إي يو (الإنجليزية)